# PENTTBOM
PENTTBOM est le nom de code donné par le Federal Bureau of Investigation (FBI) à son enquête sur les attentats du 11 septembre 2001. Par le nombre d'agents y ayant participé, il s'agit de la plus grande enquête de l'histoire du FBI. Ce nom est forgé à partir de « Pentagon/Twin Towers Bombing ». L'organisme affirme que l'enquête, officiellement lancée le 11 septembre 2001, a vu la participation de 4 000 agents et de 3 000 employés professionnels,.

## Identification des pirates de l'air
Le FBI identifie en quelques jours les pirates de l'air parce que peu d'entre eux ont fait l'effort de cacher leur nom au moment de s'enregistrer en tant que passager sur un vol aux États-Unis, lorsqu'ils ont fait usage de carte de crédit et lorsqu'ils ont donné des informations personnelles.

### Lettres identiques
Trois pirates de l'air ont transporté les copies manuscrites d'une même lettre, (en arabe) découvertes en trois lieux distincts : (1) dans le bagage de Mohammed Atta qui n'a jamais été embarqué à bord du vol American Airlines 11 qui a percuté la tour Nord du World Trade Center, (2) dans un véhicule stationné à Washington Dulles International Airport appartenant à Nawaf al-Hazmi et (3) sur le site où le vol United Airlines 93 s'est écrasé.
Selon le témoignage de J. T. Caruso, directeur adjoint à la division du contreterrorisme du FBI, devant la House Intelligence Subcommittee on Terrorism and Homeland Defense le 3 octobre 2001, « les traductions des lettres démontrent un désir alarmant de mourir chez les pirates de l'air »,.

### Découverte de  passeports
Le passeport de Satam al-Suqami a été découvert par un passant à quelques blocs du World Trade Center,.
Selon la 9/11 Commission, les passeports de deux pirates de l'air à bord du vol United Airlines 93 ont été découverts intacts parmi les débris de l'appareil.
Le passeport falsifié d'Abdulaziz Alomari a été découvert dans le bagage de Mohammed Atta.
Après examen du bagage de Mohammed Atta, des agents du FBI ont découvert plusieurs informations sur les pirates de l'air et leurs plans. Le bagage contenait des papiers révélant les identités de 19 pirates de l'air qui ont détourné les quatre appareils. D'autres papiers ont fourni des informations sur leurs motivations et leurs origines. 
Des agents du FBI ont déterminé les dates de naissance, les lieux de résidence, les statuts des visas et les identités des pilotes terroristes. Toutefois, aucun expert indépendant n'a pu examiner ces documents.

## Liens entre Al-Qaïda et les pirates de l'air
Les enquêteurs relient rapidement les 19 pirates de l'air à l'organisation terroriste Al-Qaïda, grâce des dossiers déjà constitués. Le quotidien The New York Times rapporte le 12 septembre 2001 que : 
Les agents du FBI qui enquêtent sur les pirates de l'air en Floride se dirigent rapidement vers les écoles de pilotage, leur voisinage et dans les restaurants à la recherche de pistes. À l'une des écoles de pilotage, « les étudiants ont rapporté que les enquêteurs étaient là moins de quelques heures après les attaques de mardi »,.
Le Washington Post rapporte plus tard que, dans les heures qui suivent les attentats-suicides, les enquêteurs du FBI étudient déjà les dossiers montés auparavant par le FBI, ce qui leur permet de relier Satam al-Suqami et Ahmed Alghamdi à Nabil al-Marabh ; leurs supérieurs ordonnent alors de le rechercher.
Le 27 septembre 2001, le FBI publie les photos des 19 pirates de l'air, mentionnant entre autres leur nationalité putative et les pseudonymes de plusieurs hommes.
Le 28 septembre, l'organisme publie une lettre de quatre pages qui aurait pu être rédigée par l'un des pirates de l'air.
Le 4 octobre, le FBI publie une chronologie partielle pour les pirates de l'air stationnés à Boston.

### Citations originales
1. ↑  (en) « translations of the letter indicate an alarming willingness to die on the part of the hijackers »
2. ↑  (en) « Authorities said they had also identified accomplices in several cities who had helped plan and execute Tuesday's attacks. Officials said they knew who these people were and important biographical details about many of them. They prepared biographies of each identified member of the hijack teams, and began tracing the recent movements of the men. »
3. ↑  (en) « students said investigators were there within hours of Tuesday's attacks »